# Mesochorista injuriosa
Mesochorista injuriosa  (лат.) — ископаемый вид скорпионниц рода Mesochorista из семейства Permochoristidae. Обнаружен в триасовых отложениях Киргизии (Madygen Formation, карнийский ярус, около 230 млн лет). Длина переднего крыла 7 мм.
Вид Mesochorista injuriosa был впервые описан по отпечаткам в 2001 году российским палеоэнтомологом Виктором Григорьевичем Новокшоновым (Палеонтологический институт РАН, Москва; 1966—2003) вместе с Choristopanorpa opinata, Choristopanorpa temperata, Kirgizichorista larvata, Mecolusor confusicius, Panorpaenigma aemulum, Parachorista arguta, Parachorista religiosa, Parachorista sana. Включён в состав рода Mesochorista Tillyard 1916 (вместе с видами Mesochorista anglicana, Mesochorista asiatica, и другими), близкого к родам скорпионниц Permeca и Tatarakara.